# Пустковик малий
Пустковик малий (Pyrrholaemus sagittatus) — вид горобцеподібних птахів родини шиподзьобових (Acanthizidae). Ендемік Австралії.

## Таксономія і етимологія
Малий пустковик вперше був описаний британським орнітологом Джоном Летемом в 1801 році. Спочатку вид був віднесений до роду Кущовик (Sericornis), а згодом він був виділений в монотиповий рід Малий пустковик (Chthonicola).Gould, 1847 Однак за результатами дослідження морфології і генетики птаха виявилося, що малий пусковик є сестринським таксоном рудогорлого пустковика. Він був переміщений в рід Рудогорлий пустковик (Pyrrholaemus). Не виділяють підвидів.
Наукова назва роду Pyrrholaemus походить від сполучення слів дав.-гр. πυρρος — червоний і λαιμος — горло. Наукова назва виду sagittatus походить від слова лат. sagittatus — постріл з лука, що вказує на поцятковані груди птаха.

## Опис
Довжина птаха становить 11,5-12,5 см, вага 13,5 г. Голова птаха світло-сіра, навколо вух пір'я охристо-коричневе, а на тім'ї коричневе з білими плямками. Спина сіро-коричнева з темними плямками. Хвіст темно-коричневий з чорними і білими смужками, розташований горизонтально. Груди і живіт жовтувато-білі, поцятковані численними чорними плямами. Очі карі, дзьоб темно-сіро-коричневий, лапи рожевувато-коричневі.
Спів птаха м'який і музичний, з вкрапленням різкого свисту, схожий на спів західного ріроріро. Малий пустковик, як і рудогорлий пустковик здатен імітувати співи інших птахів

## Поширення і екологія
Малий пустковик є ендеміком Австралії, мешкає на південному схрді континенту, в штатах Квінсленд, Новий Південний Уельс, Вікторія і в Австралійській столичній території. Він живе у відкритому евкаліптовому лісі, віддає перевагу ярам і рівчакам, порослим травою і чагарником.

## Раціон
Малий пустковик здебільшого комахоїдний, але може доповнювати раціон насінням. Він часто харчується в зграях, що складаються з птахів різних видів: золотомушкових шиподзьобів, жовтих корольців, білочеревих кущовиків, леопардових діамантиць, короткодзьобих ріроріро, сивоспинних окулярників та інших.

## Розмноження
Сезон розмноження триває з серпня по січень. Гніздо куполоподібної форми з бічним входом, розміщується в густому чагарнику, серед хмизу або в дуплі. В кладці 3-4 яйця розміром 19×16 мм шоколадного кольору з червонуватим відтінком. Інкубаційний період триває 17-20 днів, батьки піклуються про пташенят протягом 15-19 днів. Цей вид є жертвою гніздового паразитизму з боку віялохвостих кукавок і австралійських дідриків.

## Збереження
З 2000 року, коли виявилось що популяція малих пустковиків більша, ніж вважалося, МСОП вважає птаха таким, що не потребує особливих заходів зі збереження (до того стане збереження виду вважався близьким до загрозливого). Нині популяцію малих пустковиків оцінюють в 400 000 особин. Однак популяція птаха зменшується, головним чином через знищення природних середовищ, появу інвазивних рослин і хижацтво з боку інтродукованих хижаків.
Малий пуствоких охороняється законами Австралії, а також штатів Новий Південний Уельс і Вікторія.